# لخت: یک اپرای پاپ
لخت: یک اپرای پاپ (انگلیسی: Bare: A Pop Opera) یک موزیکال راک در مورد سن بلوغ است که توسط دیمون اینترابارتولو ساخته شده‌است. این موزیکال داستان دانش‌آموزان یک مدرسه شبانه‌روزی کاتولیک را روایت می‌کند که با مسائلی مانند همجنس‌گرایی و عدم پذیرش آن را در کلیسای کاتولیک دست‌وپنجه نرم می‌کنند.